# Shigofumi: Letters from the Departed
Shigofumi: Letters from the Departed (с англ. — «Сигофуми: Письма от умерших»), в Японии вышедшее под названием Shigofumi: Stories of Last Letter (яп. シゴフミ ～Stories of Last Letter～), или просто Shigofumi, — аниме-сериал, созданный Томоро Юдзавой и спродюсированный Bandai Visual и Genco. Его премьерный показ прошел на канале Chiba TV и других с 6 января по 22 марта 2008 года, всего было показано 12 серий. На последнем DVD с ним прилагалась также дополнительная OVA. Серия ранобэ была адаптирована из идеи аниме Томоро Юдзавы Рё Амамией. Четыре книги были выпущены MediaWorks под импринтом Dengeki Bunko с октября 2006 по март 2008 года. Хотя ранобэ вышли первыми, аниме считается оригинальной работой.
Название «Сигофуми» произошло от комбинации японских слов «после смерти» (яп. 死後 сиго) и «письмо» (яп. 文 фуми), которая буквально означает «посмертное письмо».

## Сюжет
Сюжет Shigofumi в основном вращается вокруг девочки по имени Фумика, работающей почтальоном, доставляющим «посмертные письма» (яп. 死後文 сигофуми). Эти письма пишутся людьми после их смерти и доставляются живым адресатам. В них умершие могут сказать то, что не смогли высказать, когда были живы, или дать знать о том, кто убил их. В них всегда содержится только правда. В сюжет о доставляемых письмах вплетается история самой Фумики. Тихую и серьезную Фумику сопровождает бойкий говорящий посох Канака. Вместе они доставляют письма на отведенной им территории.
Когда почтальоны не заняты доставкой, они находятся в другом измерении под названием Сиго. Обычно почтальонами становятся умершие люди, принимающие тот облик, что они имели перед смертью, и навечно остающиеся в нем. Но Фумика отличается от остальных, так как она со временем взрослеет.

## Персонажи
Фумика (яп. フミカ/文歌) — главная героиня истории, занимающаяся доставкой писем с того света. Внешне выглядит как подросток, но её реальный возраст может быть другим.
Сэйю: Кана Уэда
Канака/Маяма (яп. カナカ/マヤマ) — говорящий посох Фумики, способный выполнять заданные владельцем программы, помогающие в доставке писем. Такие программы могут, например, сделать владельца невидимым или дать ему крылья для полёта. Носит имя «Канака» в аниме и «Маяма» в ранобэ. Его образ сильно отличается между двумя произведениями. В аниме посох говорит от женского лица и является довольно бойкой и громкой личностью вплоть до того, что раздражает. В ранобэ посох звучит как молодой юноша, смотрящий на свою владелицу свысока.
Сэйю: Юки Мацуока
Тиаки (яп. チアキ)
Сэйю: Масуми Асано
Матома (яп. マトマ)
Сэйю: Масаюки Като
Канамэ Нодзима (яп. 野島 要 Нодзима Канамэ)
Сэйю: Такума Тарасима
Нацука Касай (яп. 葛西 夏香 Касай Нацука)
Сэйю: Саэко Тиба
Кирамэки Микава (яп. 美川 キラメキ Микава Кирамэки)
Сэйю: Рикия Кояма

## Медиа

### Ранобэ
Shigofumi изначально было выпущено в виде ранобэ, написанных Рё Амамия с иллюстрациями Поко. Хотя книги вышли первыми, оригиналом считается аниме. Ранобэ было напечатано MediaWorks под импринтом Dengeki Bunko. Первая книга вышла 10 октября 2006 года, а последняя четвертая — 10 марта 2008 года. История ранобэ и аниме отличается.

### Аниме
Режиссёром аниме-сериала стал Тацуо Сато, сценаристом — Итиро Окоути, дизайнером персонажей — Кохаку Куробоси, а помощником режиссёра — Кацуси Сакураби. Сериал создавался студией J.C.Staff, его продюсировали Bandai Visual и Genco. Впервые он был показан на телеканалах UHF и BS11 с 6 января по 22 марта 2008 года. Аниме состоит из 12 серий. Сериал был выпущен на шести DVD в Японии компанией Bandai Visual с 25 марта по 22 августа 2008 года. На каждый диск входит 2 серии и множество дополнительных материалов, включая комментарии, заметки и наборы писем сигофуми. OVA-серия вышла на DVD 26 сентября 2008 года. Сюжет третьей и восьмой серий был «изменен в связи с событиями в обществе», как было сообщено на официальном сайте аниме. Sun TV также отменило показ шестой серии Shigofumi.
Аниме было приобретено компанией Bandai Visual для перевода на английский язык, но выход английской версии был отменён, а Bandai Visual закрыла свое отделение в Америке. Позже Sentai Filmworks приобрела лицензию и выпустила DVD в 2010 году.

## Критика
Это довольно тёмное произведение, в котором поднимаются многие серьезные вопросы: насилие над детьми, подростковое самоубийство, психические расстройства, родительское безразличие и жестокость. Сериал с вниманием и осторожностью говорит обо всех этих темах и не забывает указывать, что в мире есть и хорошие люди. Он напоминает Boogiepop Phantom. Впрочем, тон произведения в середине меняется: если в начале проблемы напоминают заголовки газет об острых социальных проблемах, то к середине истории начинают больше напоминать типичное аниме, включая даже обязательную серию на горячих источниках.